# Tossicia
Tossicìa (Tussëcië in dialetto locale) è un comune italiano di 1 194 abitanti della provincia di Teramo in Abruzzo.

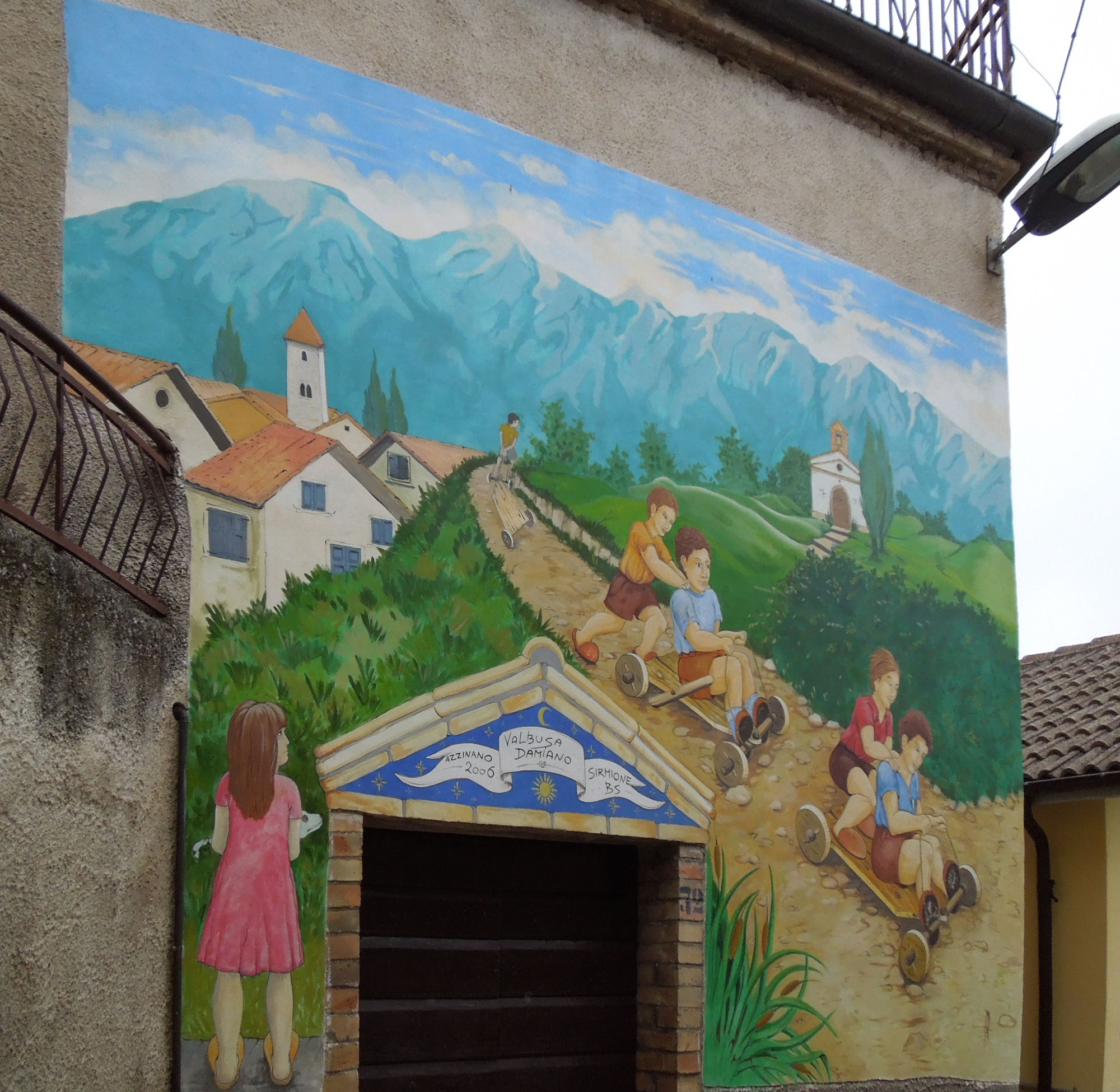
Un murale nel borgo di Azzinano di Tossicìa

## Geografia fisica

### Territorio
Il territorio comunale è compreso nell'area del Parco Nazionale del Gran Sasso Zona "O" e della Diocesi di Teramo-Atri. Il centro appartiene ed è sede della Comunità Montana Gran Sasso.
Il borgo si allunga sulla sommità di uno sperone roccioso fra i torrenti della Valle e del Chiarino, nel versante settentrionale del Gran Sasso d'Italia. Il paese appare prevalentemente costruito e restaurato in pietra locale. Sviluppa il suo compatto impianto architettonico, costituito da edifici elevati nel periodo compreso tra il Settecento e l'Ottocento, e conserva tuttora caratteri di autenticità. Nel tessuto urbano che si dipana fra vicoli e piccole strade a gradinata, punteggiate da balconi e terrazze, si trovano numerose abitazioni medioevali con le insegne della famiglia Orsini e bifore, architravi fregiati con stemmi gentilizi ed alcune architetture che risalgono al XV e al XVI secolo.
Il paesaggio ha caratteristiche prevalentemente collinari e montuose, ricoperte da aree pascolive e boscose, solcate da numerosi corsi d'acqua che confluiscono nei fiumi Vomano e Mavone. Il suolo coltivato è destinato principalmente a cereali ed oliveti. Transita qui un tratto della grande Ippovia del Gran Sasso.

## Origini del nome
Vi è molta incertezza sull'attribuizione del significato al nome di Tossicia, toponimo che è stato oggetto di diverse ipotesi interpretative:
- una possibile derivazione potrebbe essere ricondotta al nome del barone Tosia di Ornano Grande cui, alcuni autori, attribuiscono la fondazione del paese nel IX secolo.[4][7]
- un'altra ipotesi desume che il nome del borgo sia ricollegabile a Turris Sicula, una torre di notevoli dimensioni che sovrastava con la sua presenza la Valle Siciliana. Col tempo le parole Turris e Sicula si sarebbero fuse e contratte originando la parola Tossicia.[4][7]
- un'ulteriore supposizione rintraccia la derivazione da antroponimi latini quali: tossiasius, tussius e similari.[7]
- In alcuni documenti, quali mappe risalenti al Regno delle Due Sicilie, Tossicia è individuata col nome di "Toxicia". La radice tox, comune alla parola latina toxicum, ossia veleno, potrebbe avvalorare l'ipotesi che il nome derivi dalla presenza di numerosi serpenti che causavano fastidio agli abitanti.[7]

## Storia
Le fonti documentali non riferiscono con precisione quale sia stata l'origine della fondazione del paese, tuttavia, alcuni autori attribuiscono la creazione del villaggio al barone Tosia di Ornano che, «nell'800 dell'era volgare», vi costruì una villa intorno alla quale si svilupparono altre abitazioni, dando vita all'inurbamento del borgo.

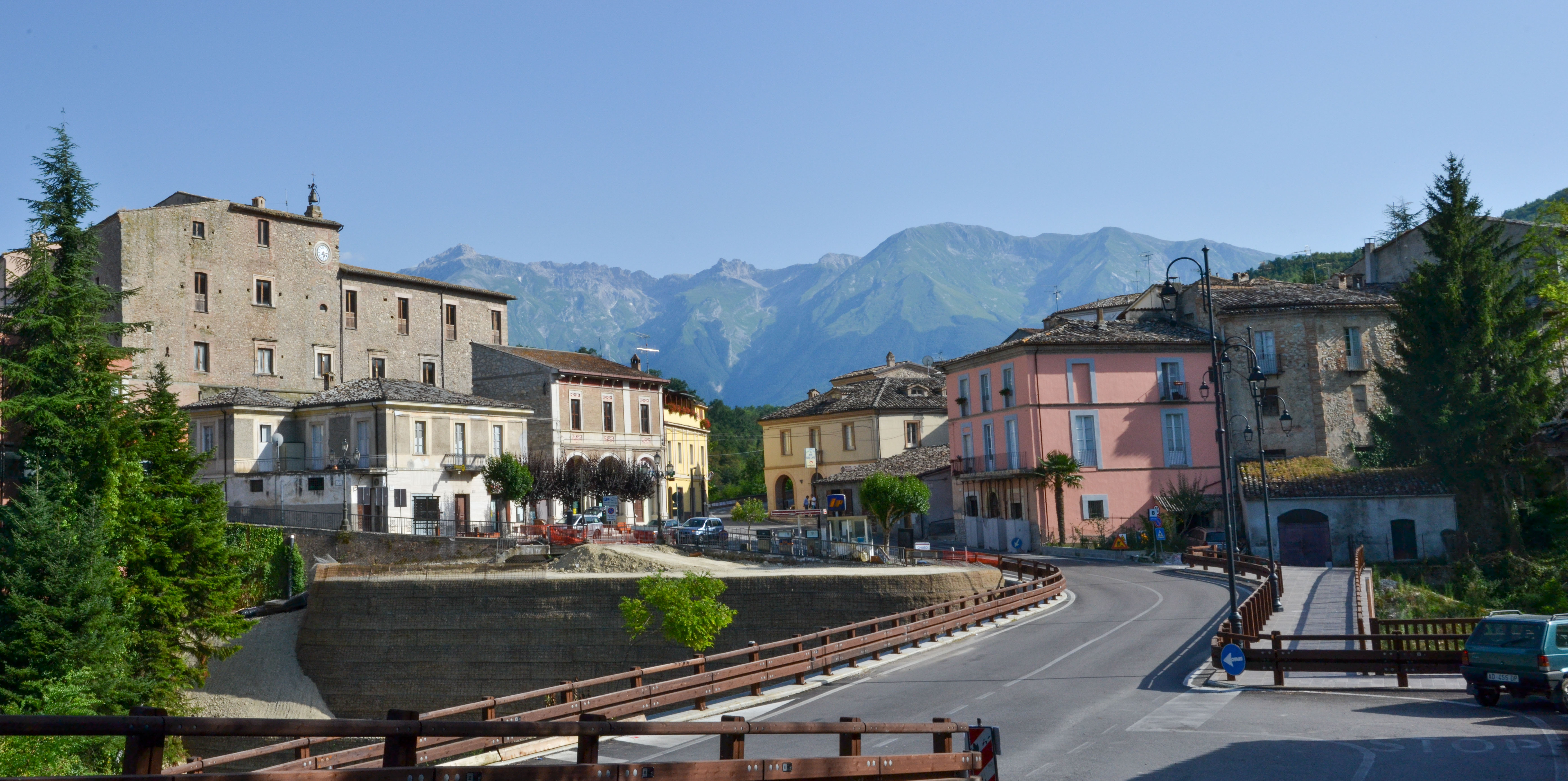
Veduta del palazzo marchesale

Nel periodo del Basso Medioevo, il paese è stato un possedimento della famiglia dei conti di Pagliara (de Palearia), della stirpe dei Conti dei Marsi, che ebbe tra i suoi discendenti, nell'XI secolo, san Berardo, vescovo e patrono della città di Teramo, e sua sorella santa Colomba, eremita, ancora oggi molto venerata in questa località.
Secondo la tradizione, nel 1217, giunse a Tossicia san Francesco d'Assisi, inviato dal vescovo di Penne, in veste di paciere per comporre la lite che si era sollevata tra i baroni locali per il dominio sul territorio.
Dal Catalogus Baronum (1150-1168), risulta che Oderisio di Collepietro - Pagliara detiene Tusciciam.
Nel 1262 Gualtiero di Pagliara, conte di Manoppello padre di Tommasa, concede il giuspatronato sulla chiesa di San Martini de Tussicia alla chiesa di San Giorgio di Ornano.
Nel 1279 Tossicia è iscritta tra i possedimenti di Tommasa di Pagliara, contessa di Manoppello, che teneva il feudo dal 1266 e lo mantenne fino al 1293.
Nel 1365 è attestato un Ospedale annesso alla chiesa di Sant'Antonio Abate.
Nel 1392, tramite la conferma al priore della chiesa di San Domenico di Teramo, dell'obolo annuo di 12 tomoli di grano, fattagli da Napoleone II Orsini, conte di Manoppello e signore di Pagliara, notiamo che Tossicia fa parte dei suoi domini.
Nel 1419 Giovanna II, vende il castello di Tussiciae ed altri castelli della Valle Siciliana a Francesco Riccardi di Ortona ma questi li rende subito in cambio del castello di Pescara.
Muore a Tossicia, suo paese natale, Niccola de' Palmieri, medico personale di Re Ladislao I; era il 1420.
Alfonso V d'Aragona, nel 1454, conferma a Giacomantonio Orsini, alla morte del padre, il possedimento di Tussicia. Pardo Orsini, nel 1495 è riconfermato detentore di tutti i suoi possedimenti nella Valle Siciliana, compresa Tossicia. Ma nello stesso anno, le milizie aquilane, schierate dalla parte dei francesi durante la discesa in Italia di Carlo VIII, devastano le contrade di Tossicia che si arrende e apre le porte. L'anno dopo viene unita al contado dell'Aquila. Nel 1502 Luigi XII restituisce il paese e la Valle Siciliana a Pardo Orsini.
L'Università di Tossicia è stata parte integrante del dominio dei conti Orsini finché il governatorato non passerà ai marchesi spagnoli Alarcón (in seguito Alarcón y Mendoza). La nobile famiglia entrò in possesso della Valle nell'anno 1526, quando quest'ultima fu donata da Carlo V a don Ferdinando (o Ferrante) de Alarcón, condottiero spagnolo, noto per essersi distinto nell'assedio di Pavia del 1525. Ferdinando fu nominato marchese della Valle e i discendenti della sua famiglia conservarono il possesso del borgo e delle terre fino all'abolizione della feudalità ad opera di Giuseppe Bonaparte.
Nel 1601 vi è di stanza una compagnia al comando di Marcantonio Colonna per la repressione del banditismo.
Tossicia rimase un'Università e parte integrante del marchesato fino al 1806, anno in cui vengono aboliti gli antichi sistemi feudali e venne trasformata in Comune. In seguito il territorio passò al Regio Demanio. All'epoca, l'ambito di giurisdizione della Valle Siciliana comprendeva pressappoco l'odierna area pedemontana della provincia di Teramo che venne divisa in 16 circondari, e a quello di Tossicia appartenevano: Chiarino, Intermesoli, Fano Trojano, Fano a Corno, Forca di Valle, Pietracamela, Ornano, Castiglioni della Valle, Cerchiara, Colle d'Oro, Casale San Nicola, Cusciano ed altre frazioni minori. L'anno 1860 segnò la fine del periodo della dominazione Borbonica e sancì l'entrata di Tossicia nel Regno d'Italia col plebiscito del 21 ottobre dello stesso anno. Durante il periodo del secondo conflitto mondiale, il paese divenne sede di un campo di concentramento locale, uno dei pochi di cui si abbiano notizie certe, attivo dal 21 ottobre 1940 al 26 settembre 1943. Nell'anno 1944 avvenne la soppressione dell'istituto podestarile e con l'emanazione del Regio decreto legge, n. 111, del 4 aprile dello stesso anno furono introdotte norme transitorie nell'attesa d'indire le elezioni per le amministrazioni dei comuni. Il decreto prevedeva che ogni municipalità dovesse avere un sindaco ed una giunta.

### Eventi sismici
- 22 maggio 1804 e il 5 settembre 1950, Tossicia fu colpita da scosse di terremoto insieme alla località limitrofa di Castiglione della Valle.
- 6 aprile 2009, il terremoto dell'Aquila è stato avvertito con una certa violenza anche in questo centro abruzzese, ed ha provocato danni a chiese e abitazioni, inducendo i cittadini a dormire in automobile o in tenda per alcune settimane.
- Il paese ha subito ingenti danni a seguito del Terremoto del Centro Italia del 2016-2017, aggravando le strutture già lesionate dal sisma dell'Aquila del 2009 in fase di restauro.

### Simboli
Lo stemma e il gonfalone del comune di Tossicia sono stati concessi con decreto del presidente della Repubblica n. 2658 del 16 giugno 1982.
Lo stemma di Tossicia ha subito nel corso dei secoli diverse modifiche e quello attuale adottato dal comune riporta sullo scudo dorato un drago alato di colore verde.

## Monumenti e luoghi d'interesse

### Architetture religiose

#### Chiesa di Santa Sinforosa o di Santa Maria Assunta
L'edificio religioso è la chiesa matrice e il monumento più antico del borgo. Si eleva nella zona più alta del paese, in piazza Sant'Emidio. Consacrata nell'anno 1438 e annoverata nell'Elenco degli edifici monumentali della provincia di Teramo è dedicata a santa Sinforosa, patrona di Tossicia. L'intera costruzione, ristrutturata in varie epoche, è stata elevata con la posa in opera di materiale laterizio e blocchi di pietra a vista.
La semplice facciata, di impostazione romanica, si caratterizza con la presenza del quattrocentesco portale principale, sormontato da un arco a pieno centro che alcuni autori attribuiscono al maestro Mecolo (o Nicolò o Nicola) da Penne, il cui nome è inciso a lato dell'architrave, e da tre finestre rettangolari, aperte in epoca successiva alla fabbrica originaria. Tra gli elementi decorativi della porta d'ingresso vi sono le sculture di 2 teste, risalenti alla fine del XIV secolo, poste nello spazio di attacco fra l'architrave e la lunetta. Le effigi, provenienti da altri edifici, ritraggono il volto dell'Arcangelo Gabriele e della Madonna.
Al di sopra dello spazio della lunetta è stato collocato lo stemma della famiglia Orsini, feudataria della Valle Siciliana al tempo della consacrazione della chiesa. Lungo il fianco destro si apre, fra due colonnine tortili che recano al vertice una rappresentazione della Vergine annunciata e dell'arcangelo annunciante, il portale di scuola veneta, attribuito a Matteo da Napoli, anch'esso del Quattrocento. La composizione è sormontata da un timpano ad arco flesso racchiuso tra due grandi festoni scolpiti.
L'interno dell'aula, riccamente arredato con fastosi altari lignei, policromi, rinascimentali e barocchi, è scandito da due navate. La principale ha dimensioni maggiori in lunghezza e si conclude con un'abside. La minore, a sinistra della principale, scaturisce da un possibile ampliamento, avvenuto forse nel XVI secolo, e termina con un fondo rettilineo che accoglie il pulpito.
Addossati alla parete della navata minore si trovano:
- Altare di Santa Sinforosa – Opera lignea di gusto barocco, dorata e policroma. Al centro dello spazio votivo campeggia il dipinto che ritrae la martire tiburtina con i suoi sette figli.[21]
- Altare del Santo Rosario - Si tratta di un manufatto ligneo, in stile barocco, dorato, sormontato dall'effigie del Padre Eterno benedicente. Nella porzione racchiusa tra le due colonnine tortili ospita una tela dipinta ad olio, del XVII secolo, che ritrae la Madonna del Rosario con in braccio il Bambino, circondati da sant'Antonio da Padova, san Domenico e santa Caterina. La tela è contornata da 15 riquadri che narrano scene di vita della Vergine e Gesù.[21]
- Altare ligneo policromo dorato con due colonnine tortili. Nelle nicchie centrali vi sono le statue dei santi Pietro e Paolo, nella porzione superiore il Cristo Risorto con la bandiera.[20]
- Altare in pietra, datato 1587,[6] con nicchia centrale che termina con una conchiglia. Nell'interpretazione allegorica e iconografica della fede cristiana la conchiglia diventa espressione di immortalità e resurrezione. Il simbolo è ricollegabile anche all'uso che ne facevano i pellegrini del cammino di Compostela ed in questo ambito può essere letto come il simulacro di una confraternita che aveva cura e dava ricovero ai viandanti.[22]

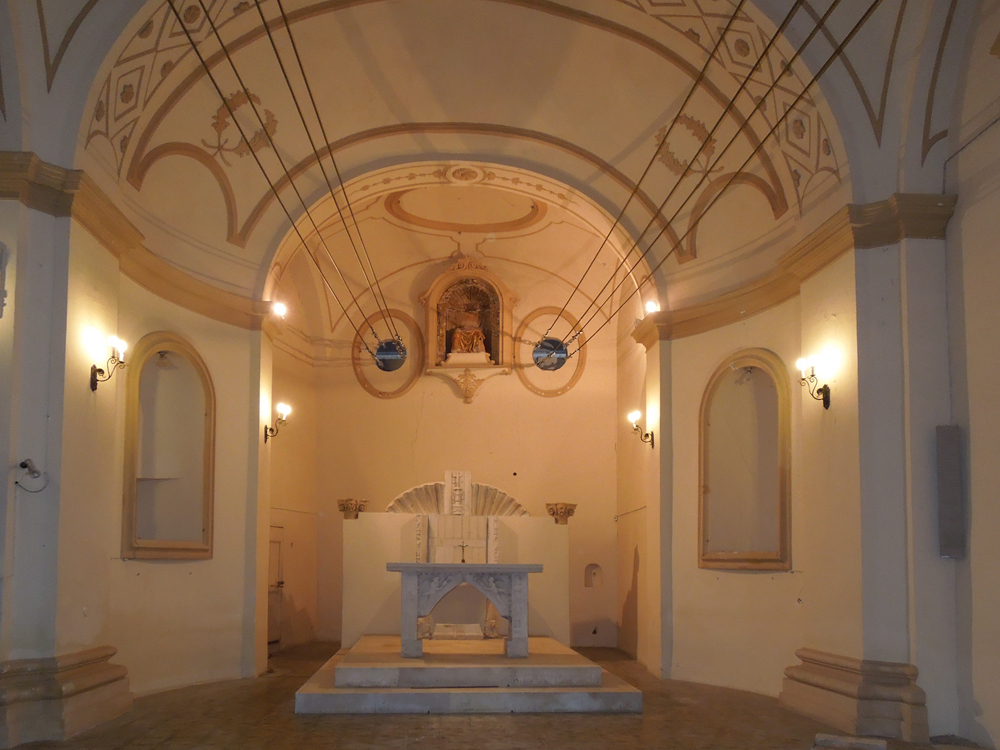
Interno della chiesa di Santa Sinforosa
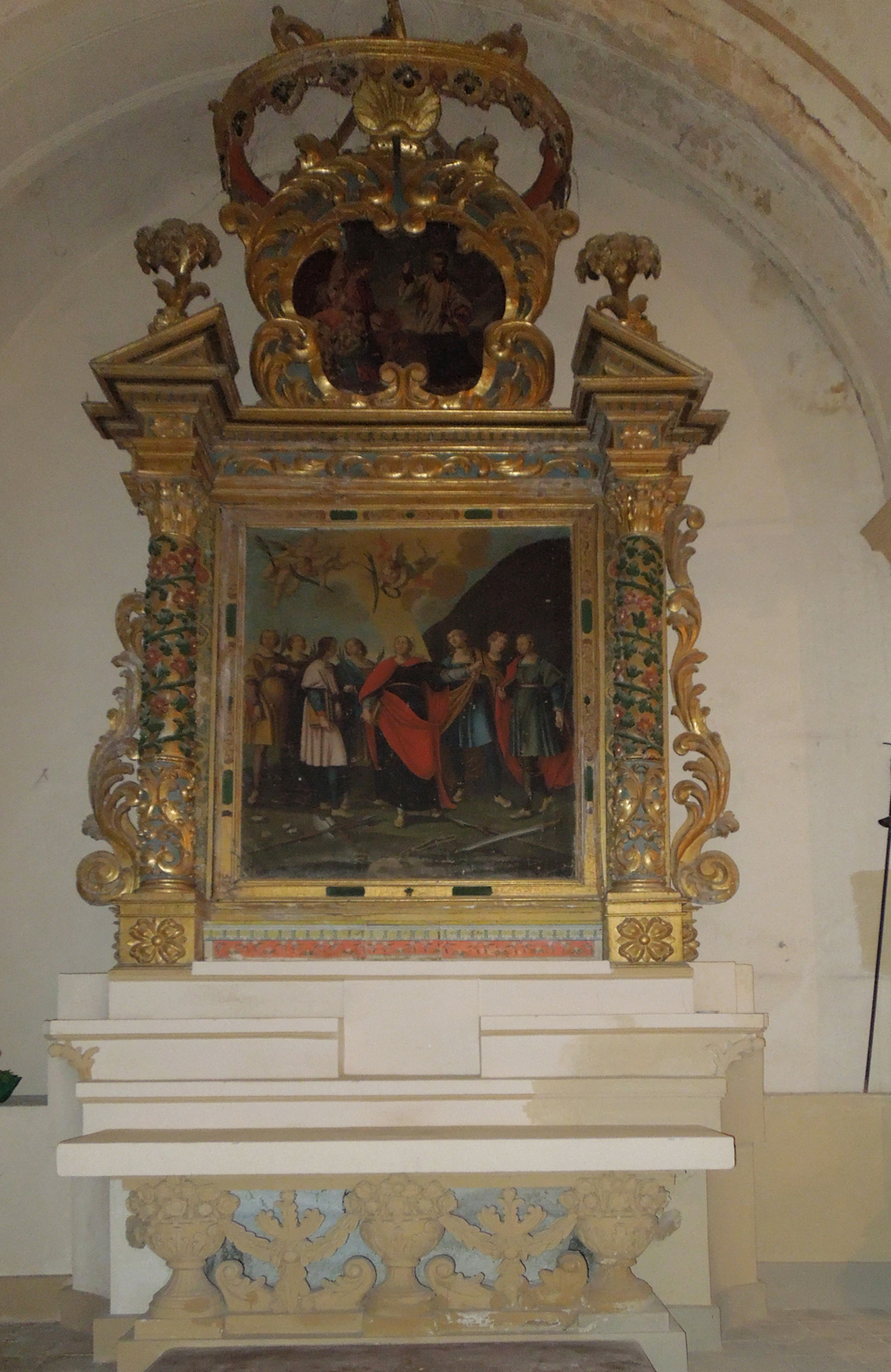
Altare dedicato a santa Sinforosa
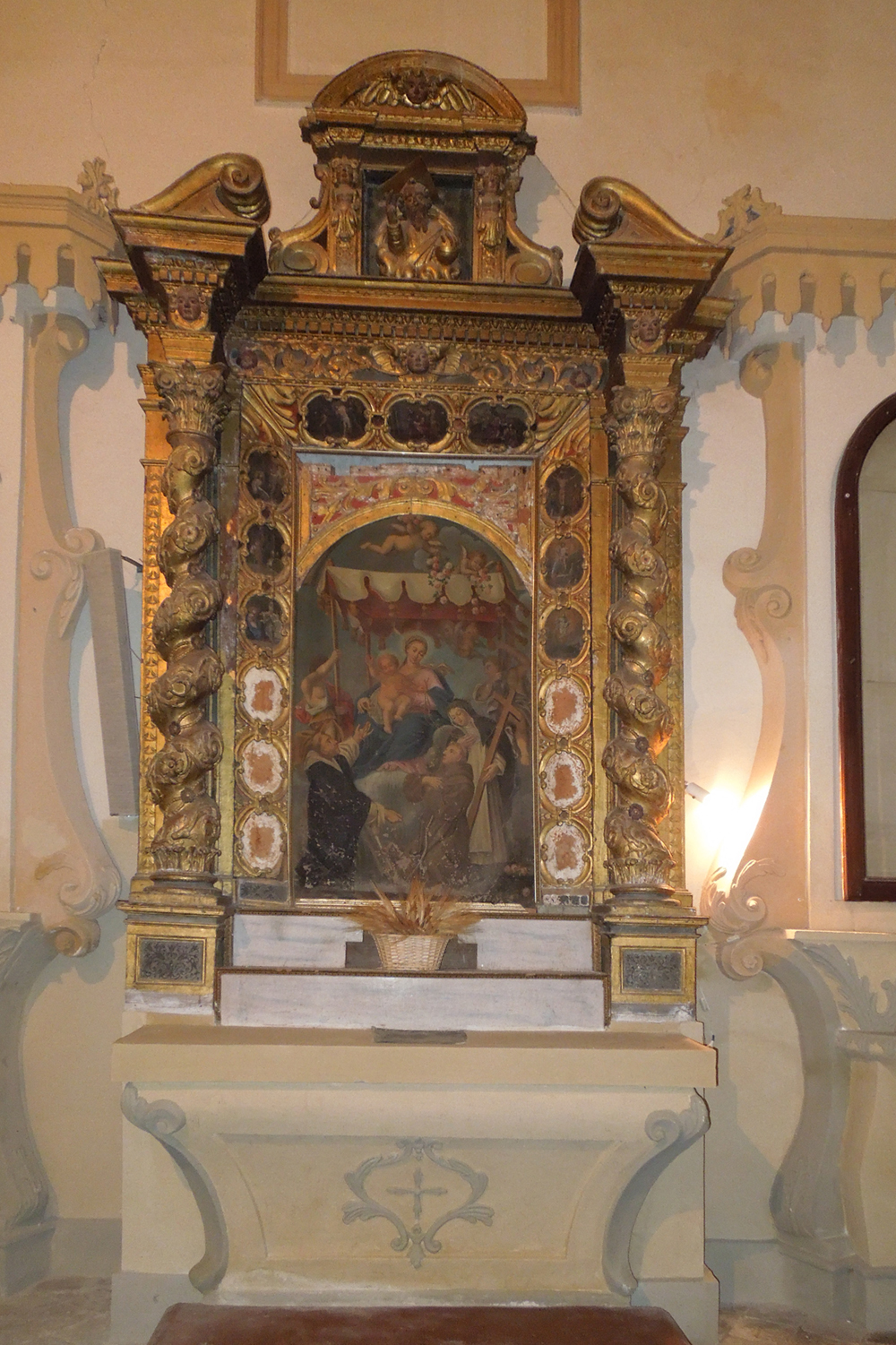
Altare dedicato al santo Rosario
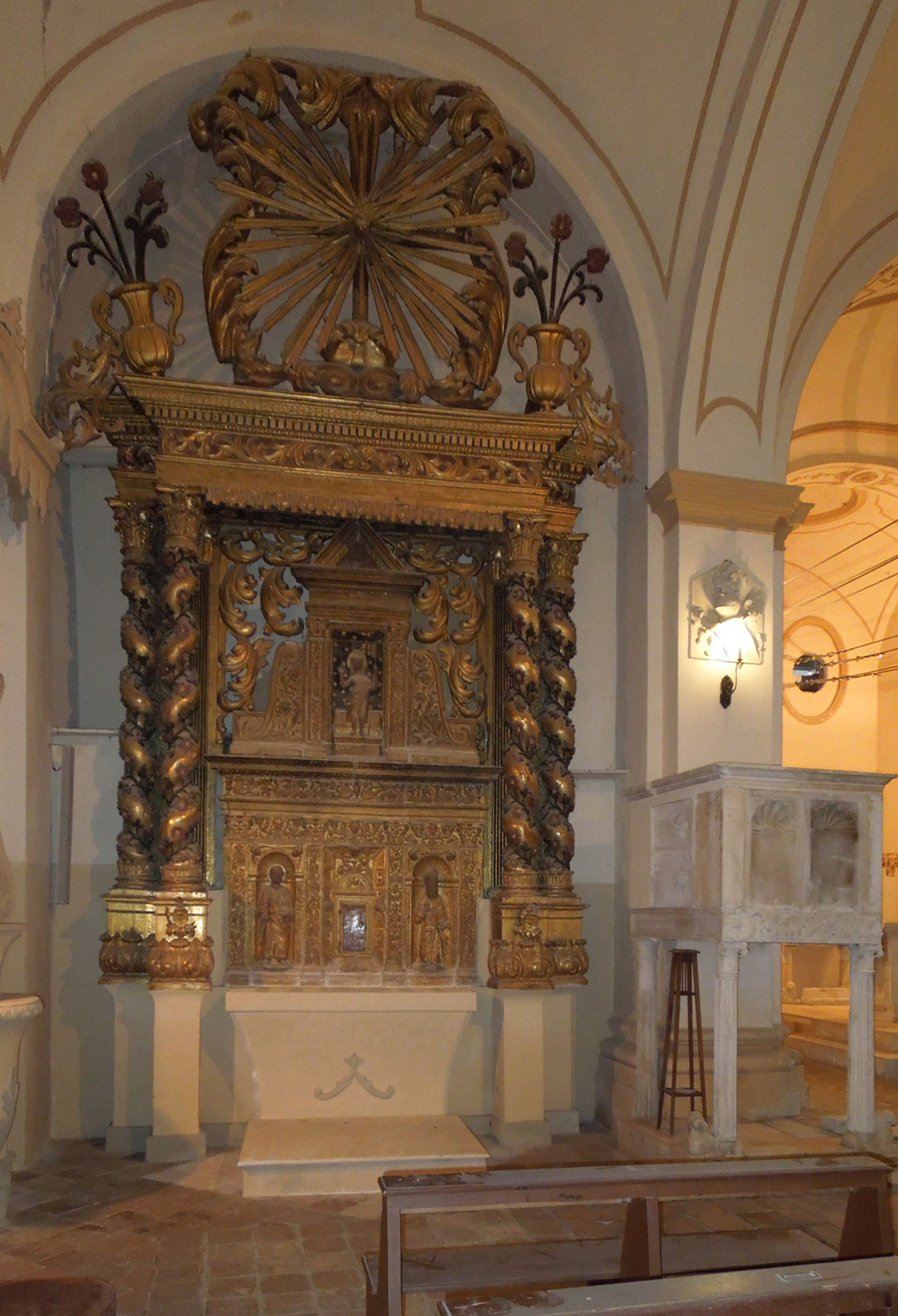
Altare con le statue dei santi Pietro e Paolo
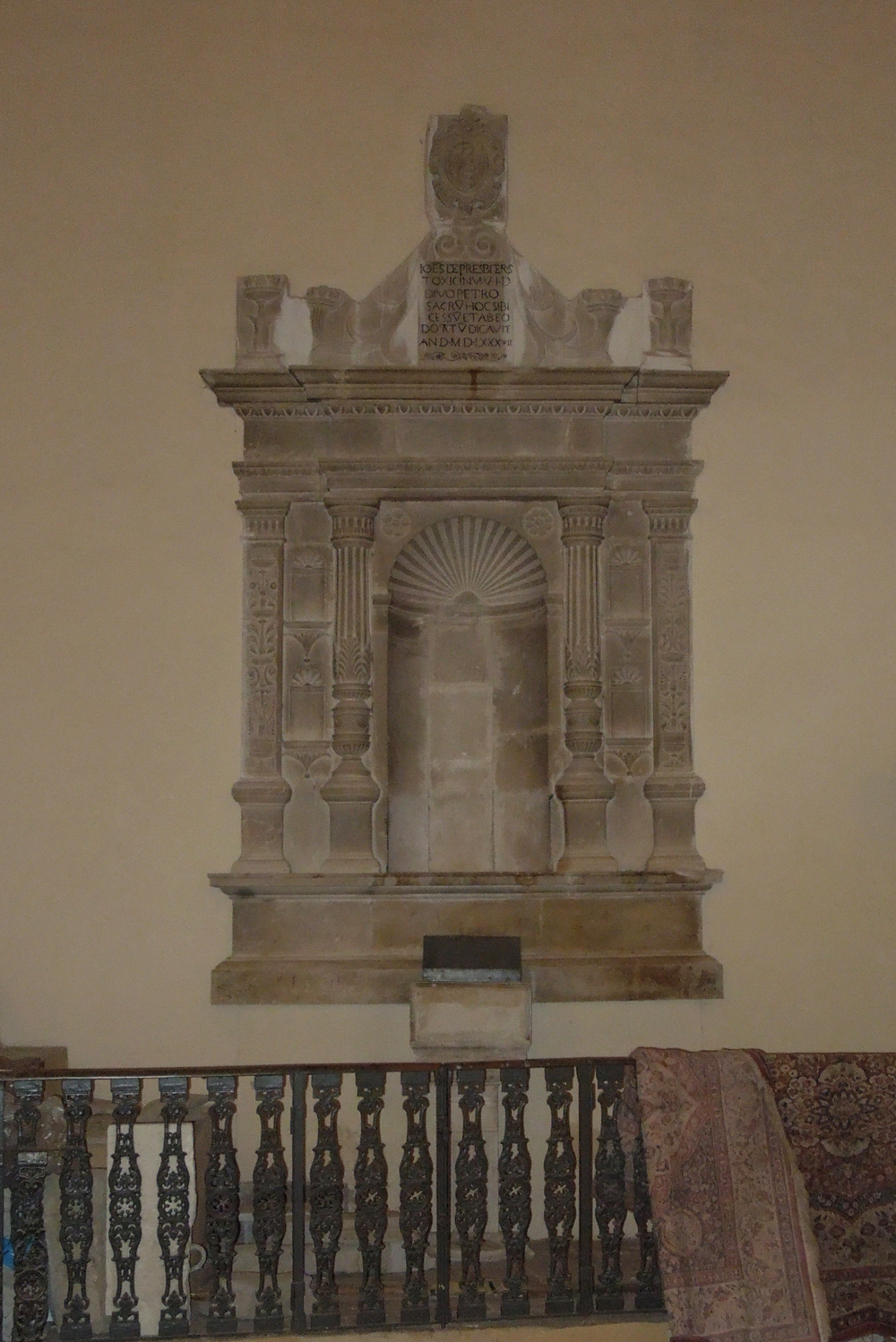
Altare rinascimentale in pietra datato 1587
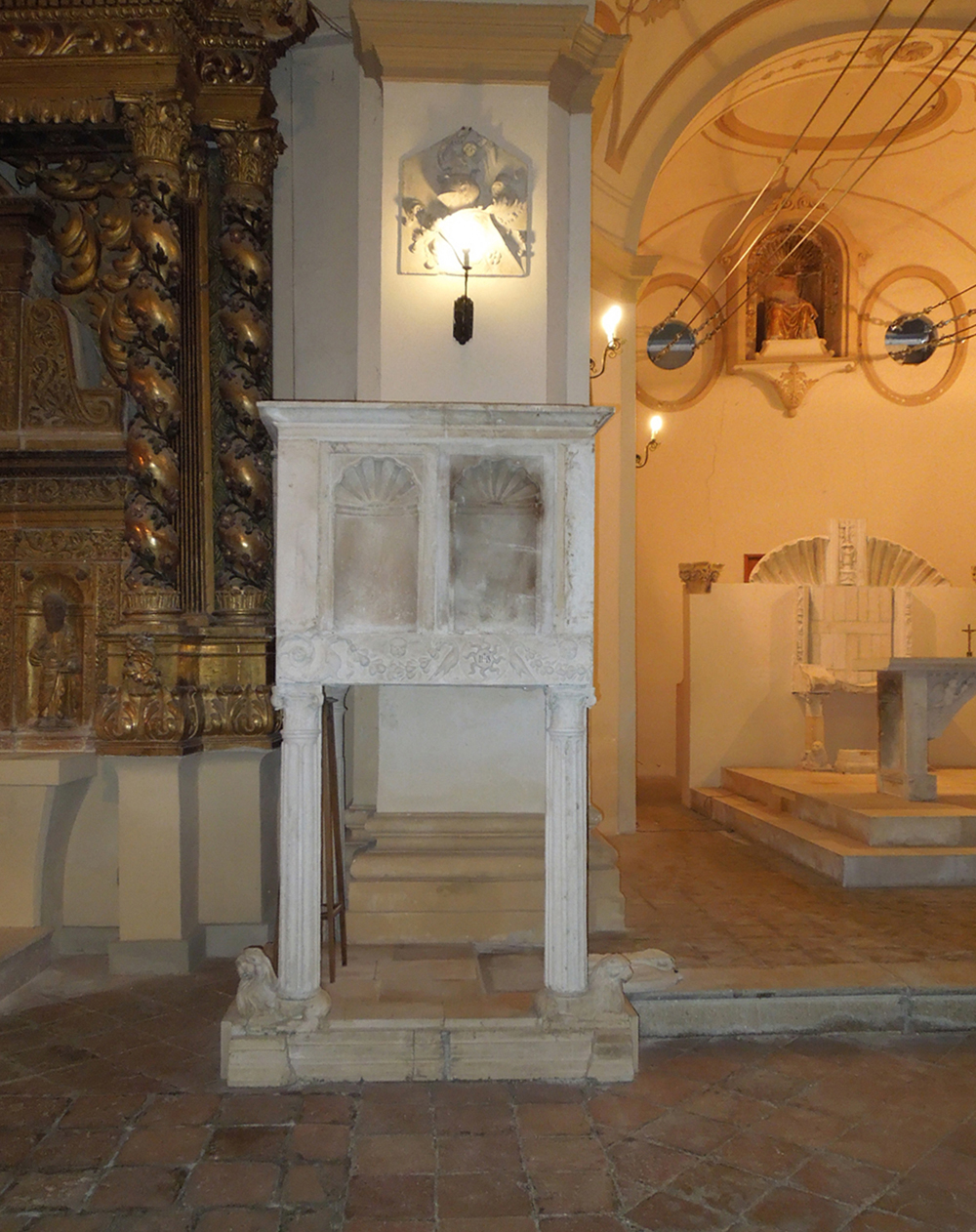
Pulpito
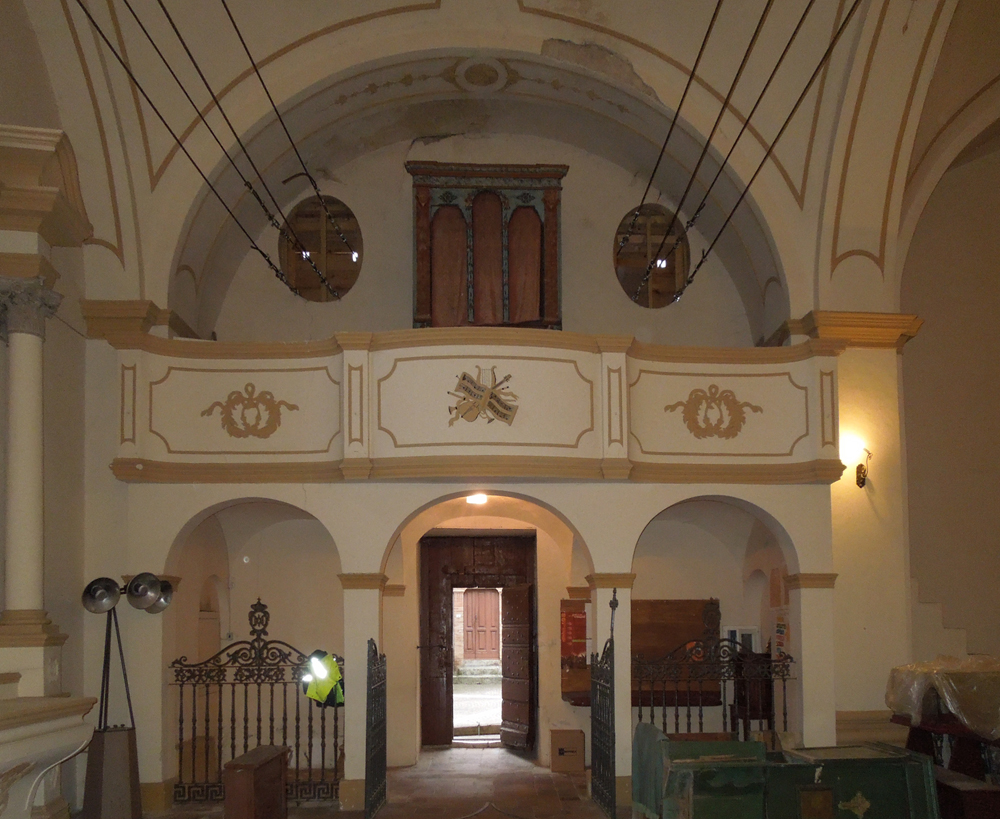
Coro

All'interno della chiesa, nella nicchia protetta da un vetro, è stata custodita, per lunghi anni, la statua lignea della Madonna della Provvidenza di Tossicia, chiamata anche Madonna sdraiata. La scultura ha un aspetto solido e compatto, morbidamente delineato dalla curva del manto della Vergine che, appoggiando il braccio destro sul cuscino, solleva il viso con la mano ergendo anche il busto. Recentemente restaurata ha riacquisito i vividi toni dell'azzurro delle vesti, ornate da motivi quadrilobati e gigliati in oro. L'esecuzione della scultura è databile fra la fine del XIV secolo e i primi del XV. La particolarità di questa rappresentazione contrasta con la tradizione iconografica che ritrae la Madonna seduta in trono. La posizione inconsueta, «dolcemente adagiata su una lettiga», forse sul suo «lettino da puerpera», la rende una rara rappresentazione di «una visione troppo intima della religiosità».
Il soggetto trova la sua fonte d'ispirazione in alcune espressioni artistiche francesi riproposte in Italia. Si ritiene che statue siffatte possano essere appartenute a composizioni o a gruppi scultori delle rappresentazioni della natività, in cui comparivano anche il piccolo Bambino Gesù e san Giuseppe. La storia delle vicissitudini della statua di Tossicia si perde per un lungo lasso di tempo in cui l'effigie fu trafugata da ignoti e non se ne ebbero più notizie. Fu ritrovata nell'anno 1978, su segnalazione di una devota tossiciana che, guardando un programma televisivo, la riconobbe e ne consentì il recupero. L'opera fu acquistata sul mercato antiquario di Londra, grazie anche ad un contributo della banca TERCAS. L'immagine mariana è attualmente conservata e protetta, a causa dell'inagibilità dell'edificio dopo il sisma del 2009, presso il Santuario di San Gabriele dell'Addolorata. Nella regione abruzzese è presente un'altra opera che raffigura un'altra Madonna sdraiata nel paese di Assergi.

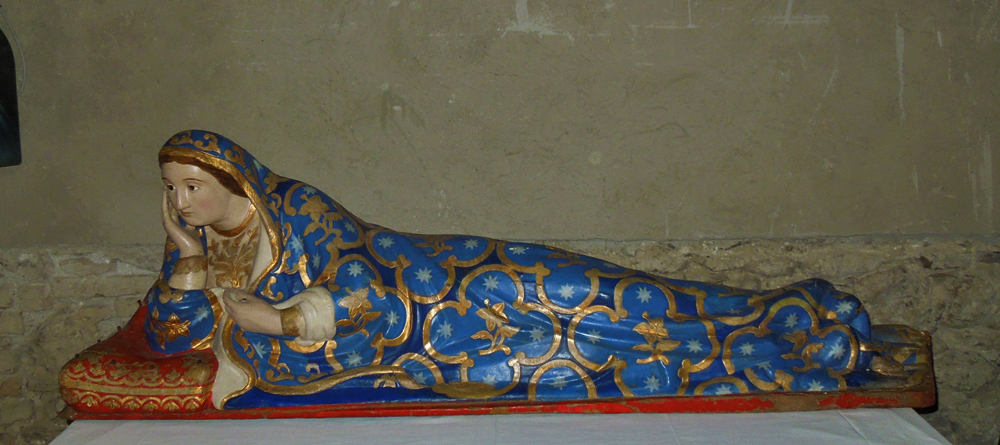
Statua lignea della Madonna della Provvidenza di Tossicia
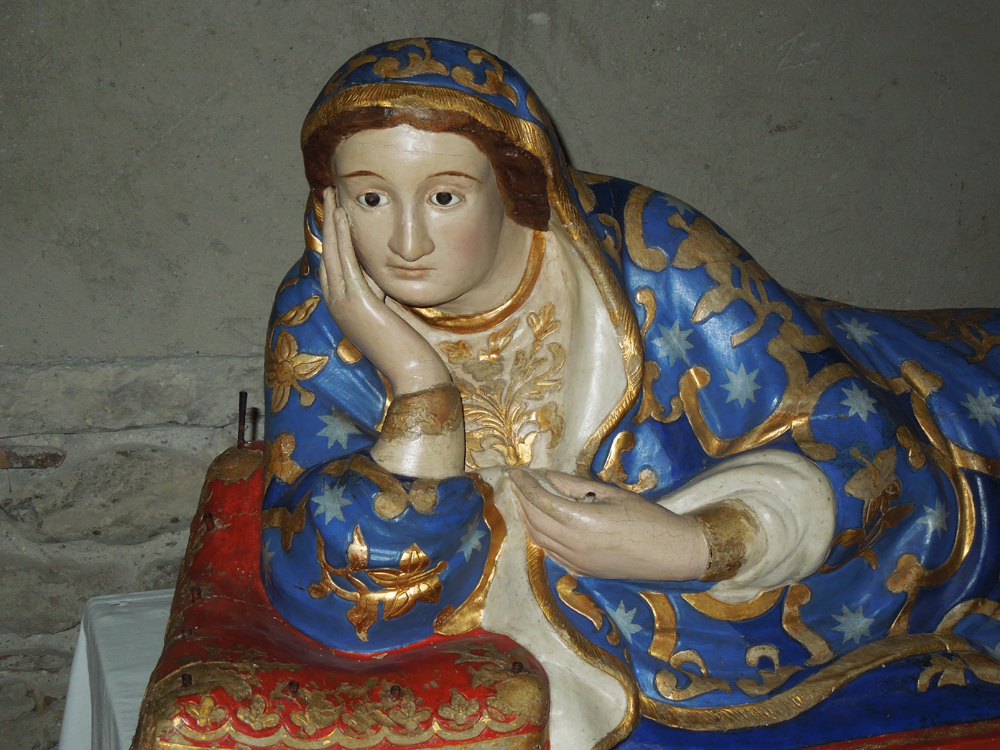
particolare del volto della statua mariana
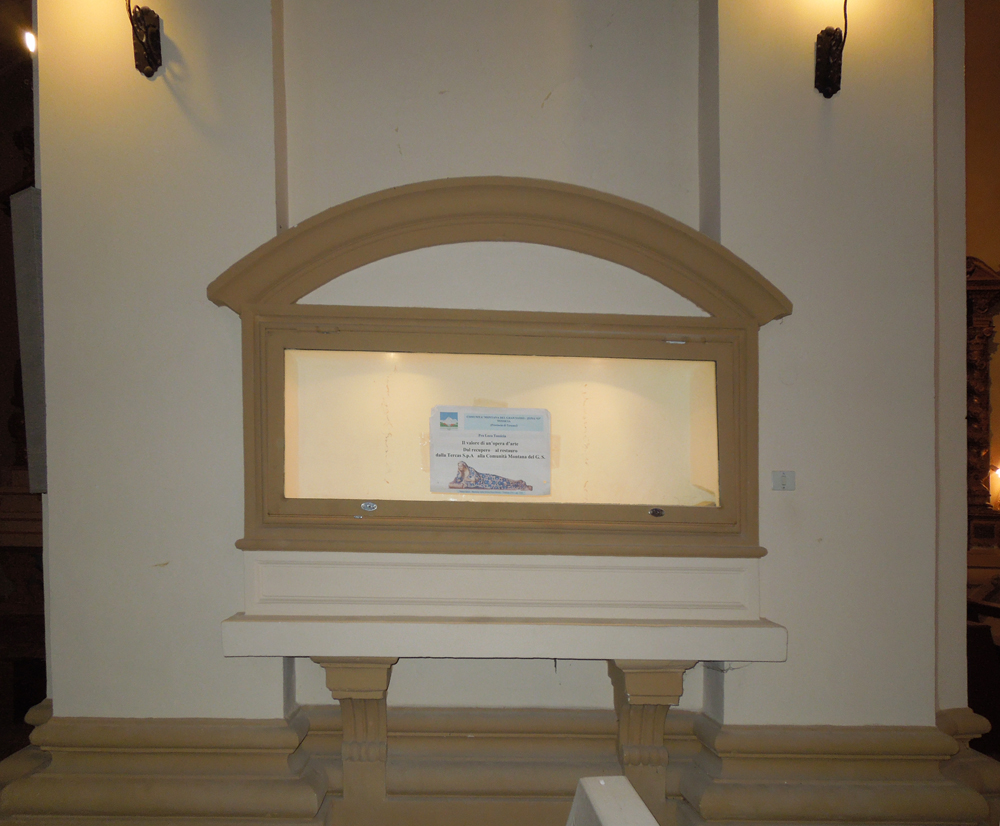
Nicchia della Madonna della Provvidenza

#### Cappella della Madonna della neve o Cona di Santa Teresa
La piccola chiesa rurale, dedicata alla Madonna della neve, è nota anche con la denominazione di Cona di Santa Teresa o, come citata nell'Elenco degli edifici monumentali della provincia di Teramo, Chiesa della Madonna delle Vicende. L'edificio si eleva in contrada Vicenne, poco oltre il centro abitato di Tossicia. La costruzione risale ai primi anni del XVI secolo, ed è attribuita al maestro Girolamo da Vicenza. Di gusto rinascimentale, apre la sua facciata con un ampio arco a tutto sesto, inserito fra paraste, e termina la trabeazione con un coronamento a timpano. Le sculture presenti sono attribuibili al maestro Silvestro dell'Aquila e si allineano al gusto delle rappresentazioni esistenti presso la basilica di Santa Maria di Collemaggio. Nelle decorazioni si nota l'assenza delle raffigurazioni dei simboli cristiani, eccetto per l'agnello crucifero riprodotto a metà del frontale destro della chiesa.
Alla statua mariana, custodita presso questa chiesa, è legato un particolare racconto, forse una leggenda. La tradizione vuole che la statua di terracotta della Madonna della neve, in un anno imprecisato, sia stata trasportata dagli abitanti di Tossicia da questa chiesa a quella parrocchiale di Santa Sinforosa, al fine di proteggerla dalle fredde intemperie dell'inverno e dal caldo estivo. La Vergine, durante la notte, se ne sarebbe tornata a piedi nella sua nicchia, presso questa cappella, e questo sarebbe accaduto per più volte, sollevando stupore e meraviglia tra i gli abitanti. Lungo il cammino percorso la statua avrebbe lasciato le sue orme, riconoscibili da piccole zone di prato dove non cresceva più l'erba.

## Società

### Evoluzione demografica
Abitanti censiti

## Cultura

### Istruzione

#### Musei
- Museo di Tossicia o Museo delle genti del Gran Sasso al Palazzo Marchesale

La sede museale dell'esposizione etno-antropologica permanente è accolta presso le sale del Palazzo Marchesale del paese. La collezione raccoglie oggetti, manufatti, utensili da lavoro, di uso domestico e di uso quotidiano realizzati, in varie epoche, delle genti del Gran Sasso. L'allestimento si suddivide in quattro sezioni dedicate rispettivamente agli oggetti e recipienti in rame, alla tessitura, al legno ed utensili artigianali per la lavorazione del grano.

#### Tossicia nella letteratura
Tossicia è menzionata da Fedele Romani nel suo celebre - all'epoca - libro Colledara, ma è in tempi più recenti che Tossicia diventa ambientazione del libro d'esordio di Donatella Di Pietrantonio Mia madre è un fiume, candidato al Premio Strega 2011.

## Geografia antropica

### Frazioni
Il comune di Tossicia conta 23 frazioni o località (tra parentesi la distanza dal centro del comune):
Aquilano (2,90 km), Azzinano (2,04 km), Camerale (1,48 km), Case di Renzo (2,46 km), Case sparse, Castelmaidetto (1,64 km), Cerquone (1,26 km), Chiarino (2,31 km), Colledonico (2,50 km), Flamignano (2,51 km), Flammignano (2,44 km), Paduli (1,14 km), Paduli - Solagne(0,92 km), Palozza (2,97 km), Pastino (2,19 km), Petrignano(3,64 km), Petrignano - San Martino (3,58 km), Petrignano Bivio (4,69 km), Piandilago (1,44 km), Solagne (1,23 km), Tozzanella (1,29 km), Villa Alzano (1,11 km).

#### Azzinano

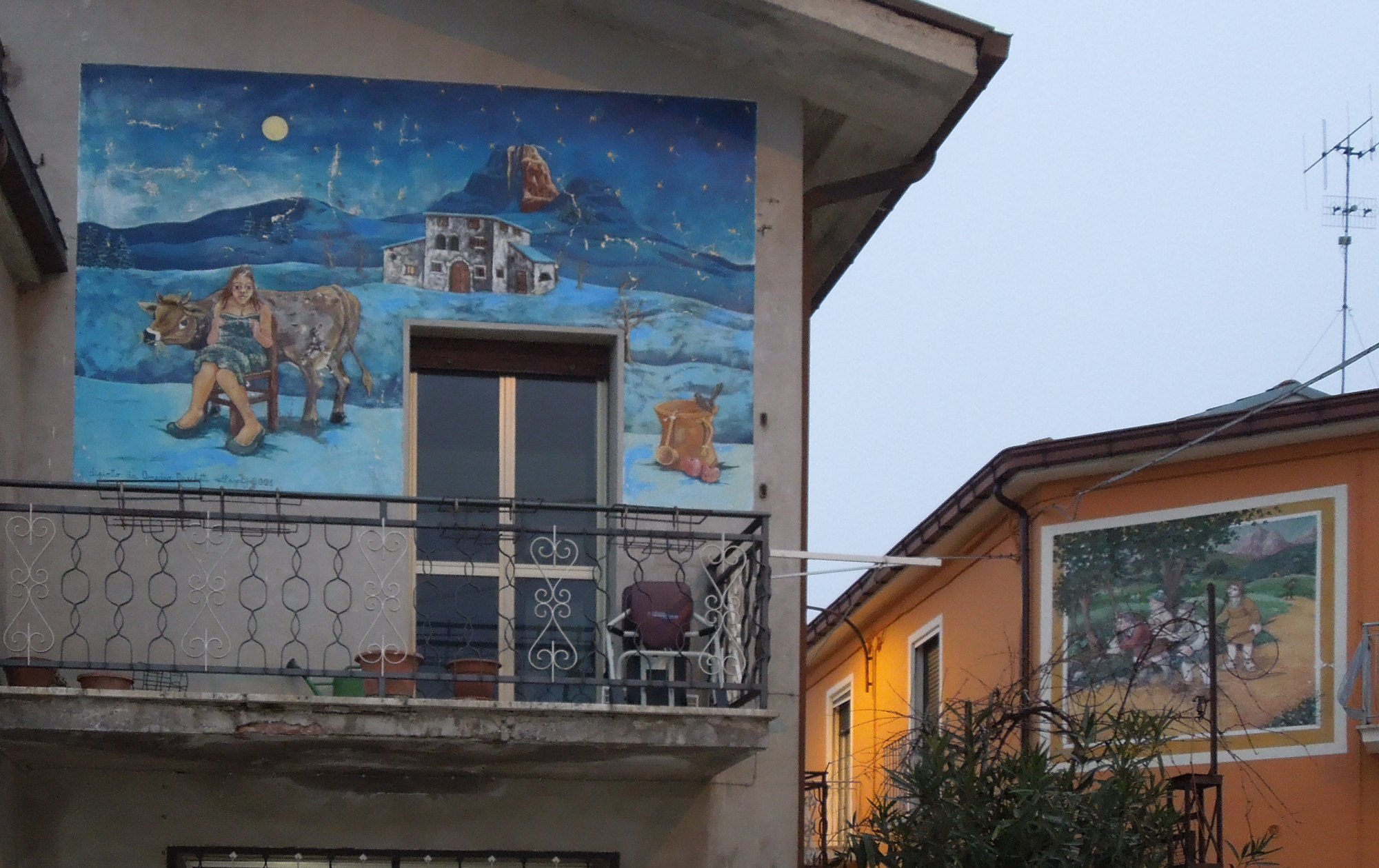
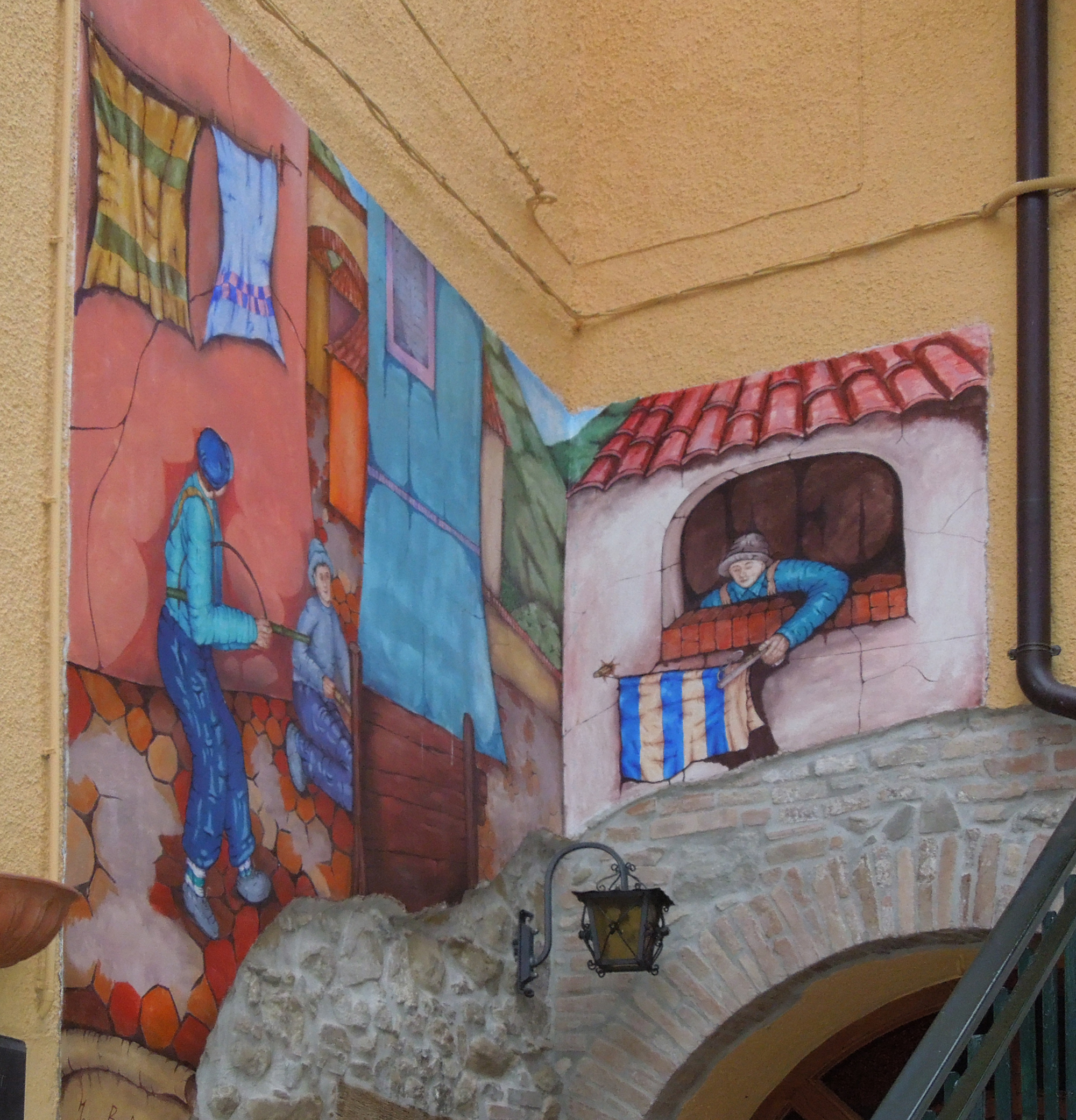
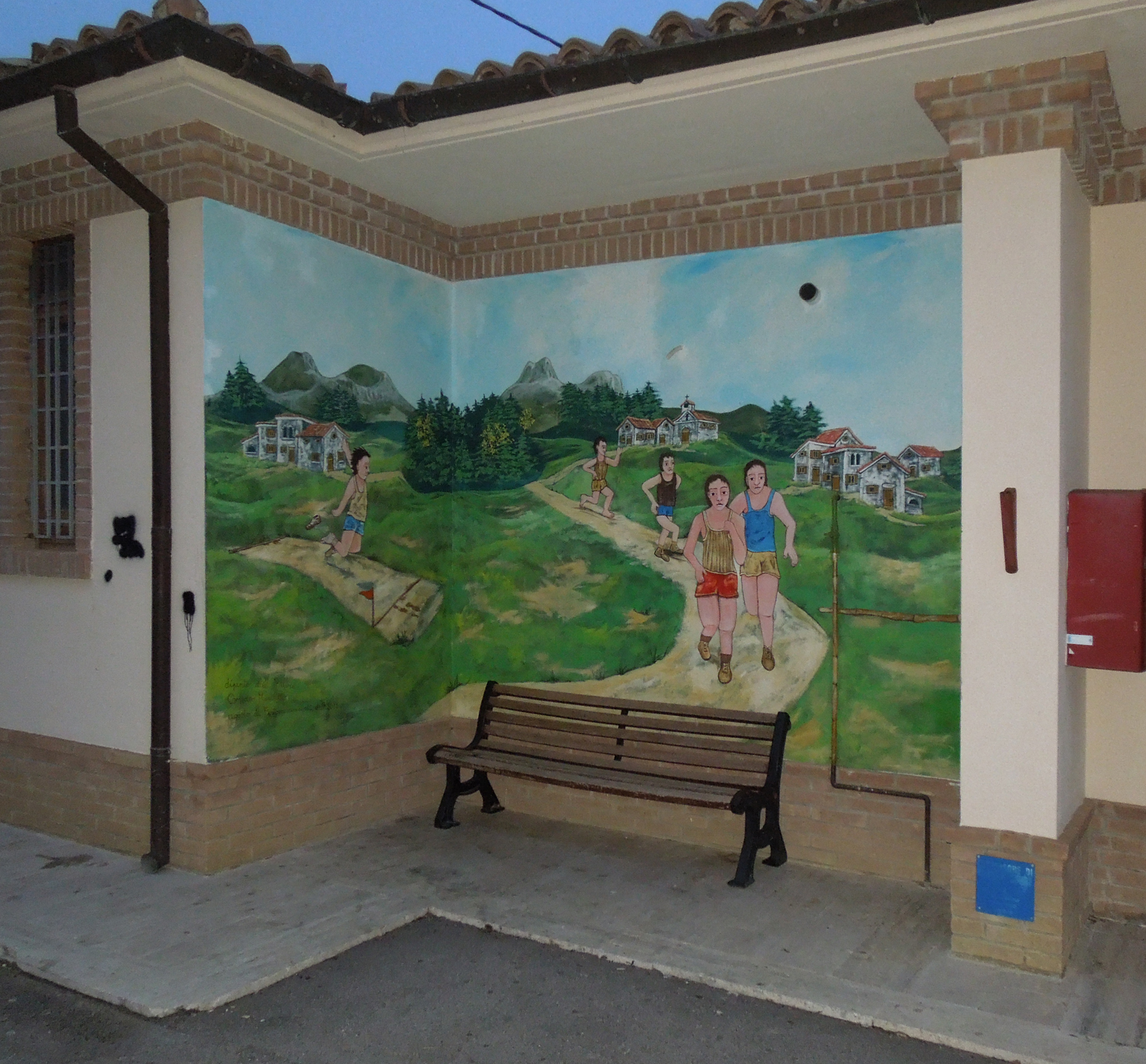
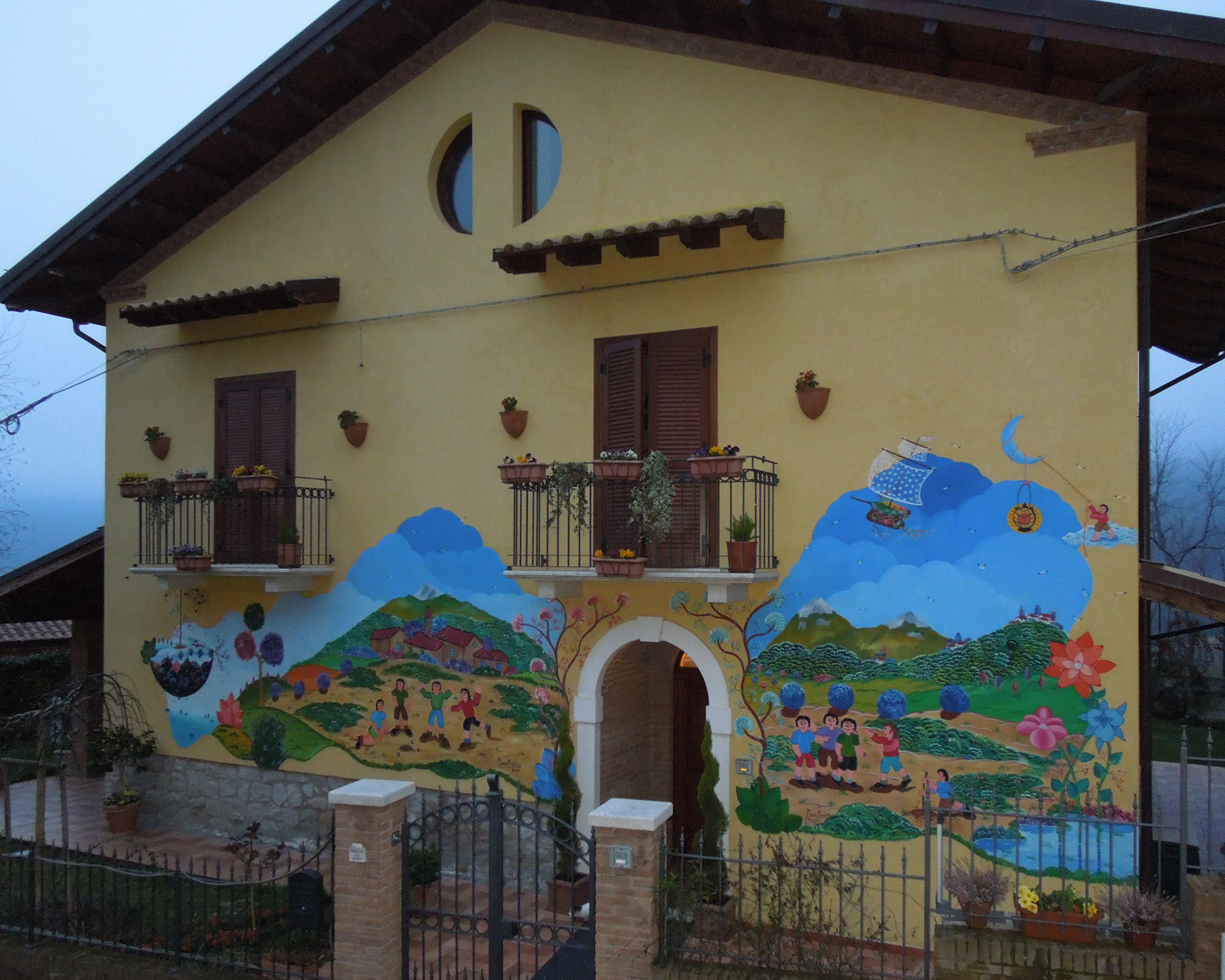
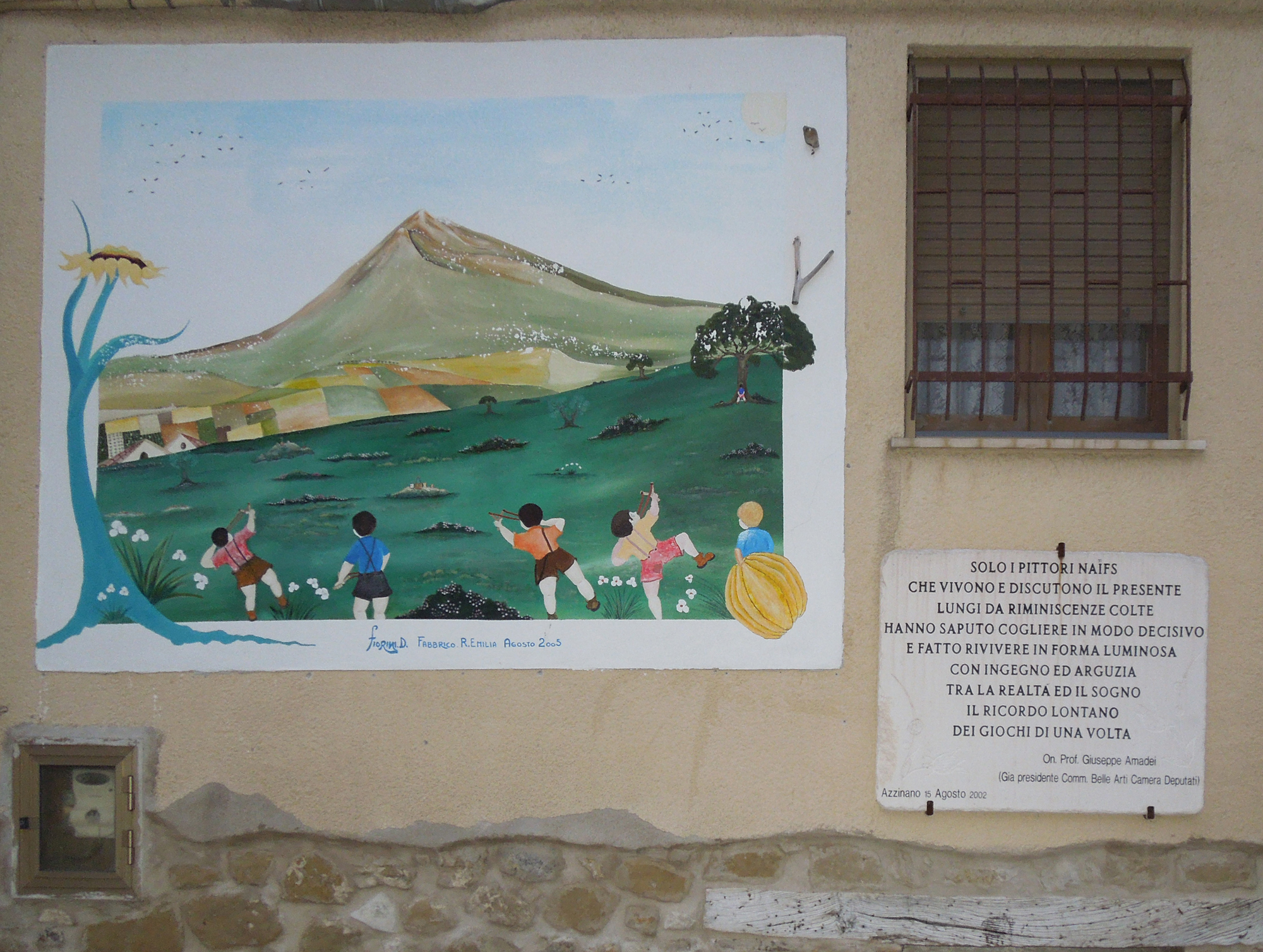

È una piccola frazione che dista pochi chilometri dal capoluogo comunale. Nel paese, sito ai piedi del versante teramano del Gran Sasso d'Italia, sono state ritrovate tombe risalenti al periodo neolitico che avallano un'antica origine dell'insediamento. Le tracce documentali certe del borgo, invece, si hanno dal XII secolo. All'interno del centro abitato si eleva la chiesetta di Santa Lucia, un piccolo edificio sacro costruito nel XX secolo.
L'abitato di Azzinano è stato fabbricato seguendo i canoni della tipica architettura montana dell'Abruzzo, ha un aspetto solido e compatto con case addossate le une alle altre, attraversate da stretti vicoli. Dall'anno 2001, le mura esterne delle abirtazioni sono state vivacemente colorate da tante pitture murali che, incentrate e ispirate dal tema dei "Giochi d'infanzia", descrivono e figurano le attività ludiche e semplici dei bambini di molti anni fa. Ogni anno, a decorrere dall'istituzione dell'iniziativa di rappresentare attraverso la pittura i temi dello svago e del divertimento dell'età della fanciullezza, nei giorni compresi tra il 10 e il 20 agosto, artisti provenienti da diverse regioni italiane, si apprestano a dipingere murales sulle facciate delle dimore del paese.

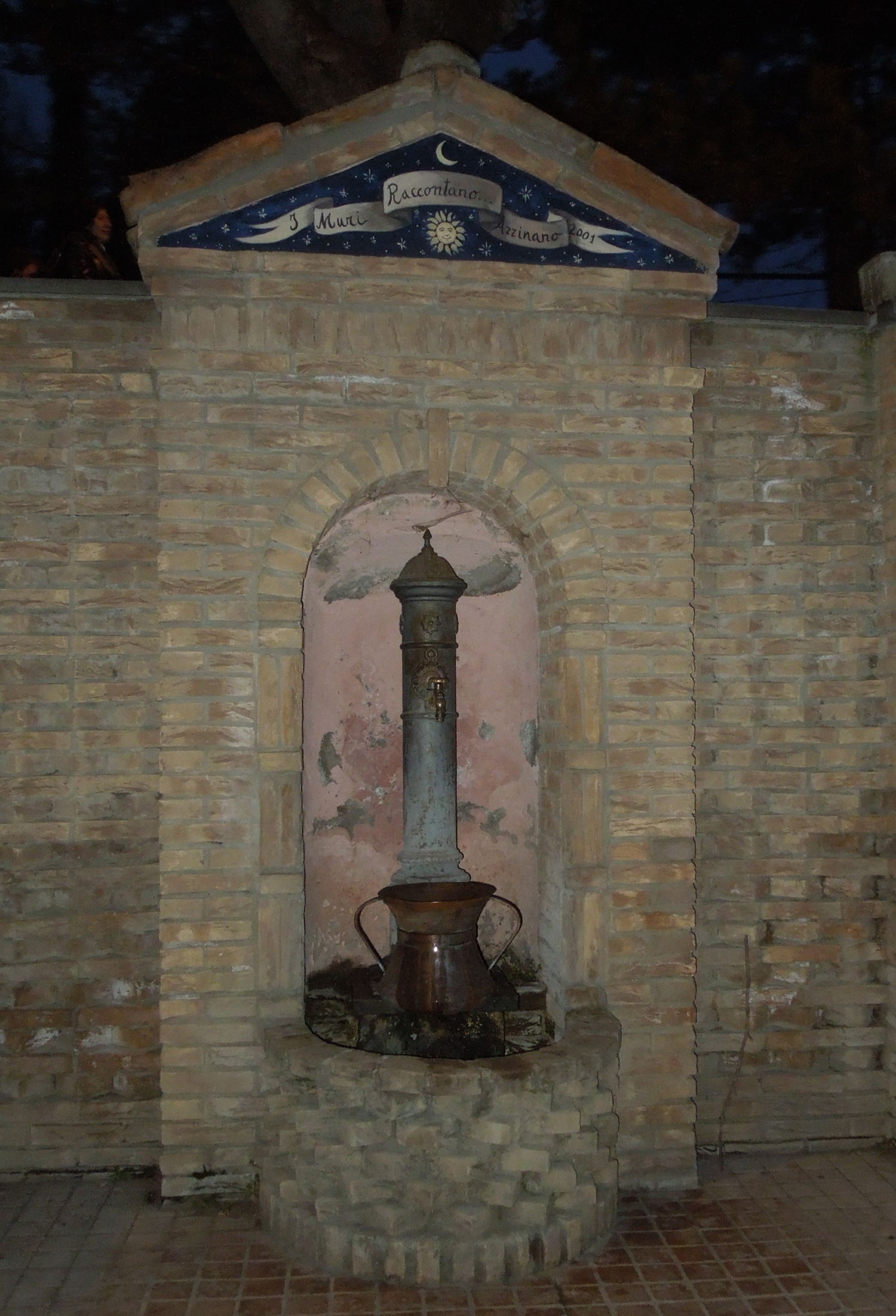
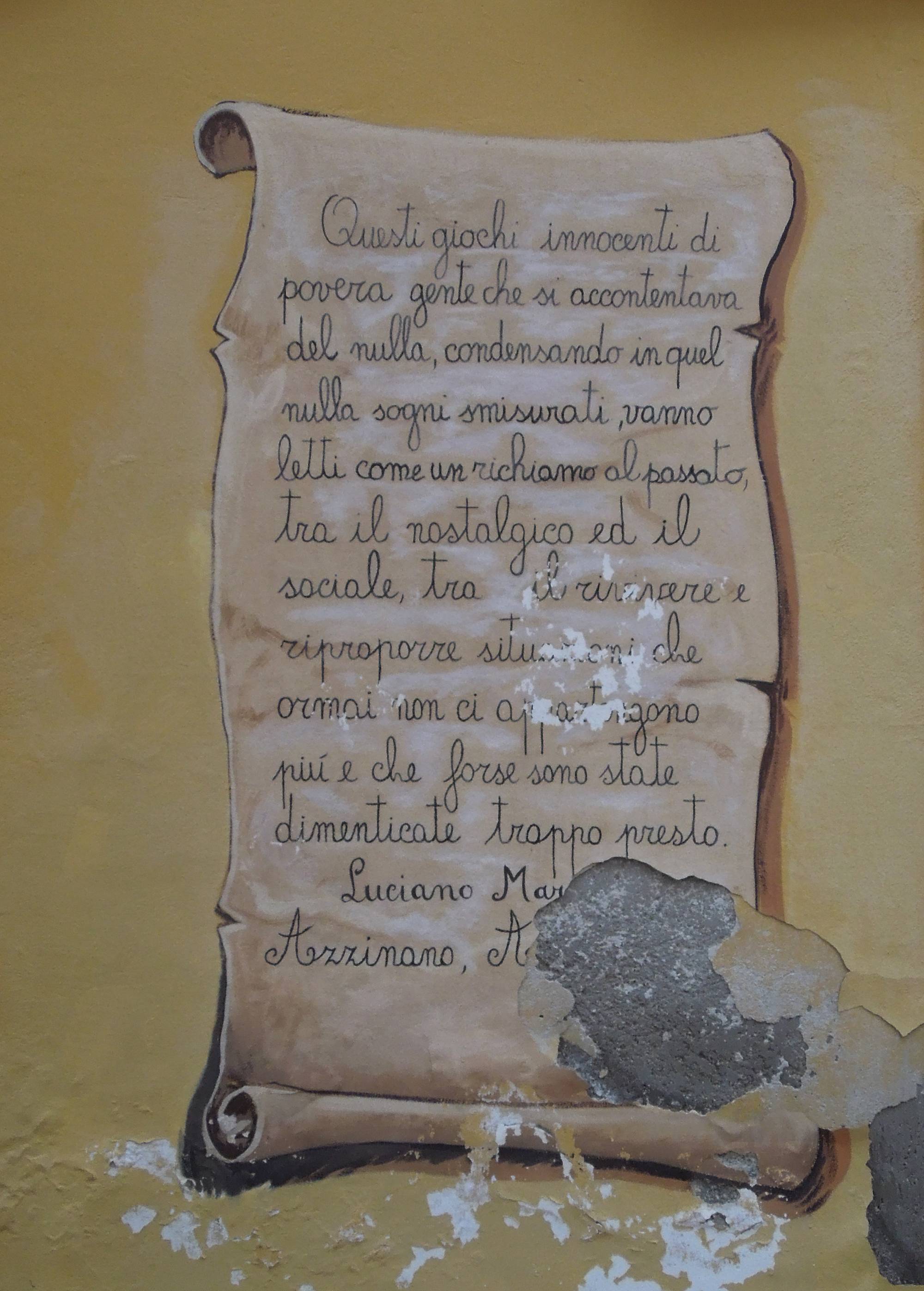
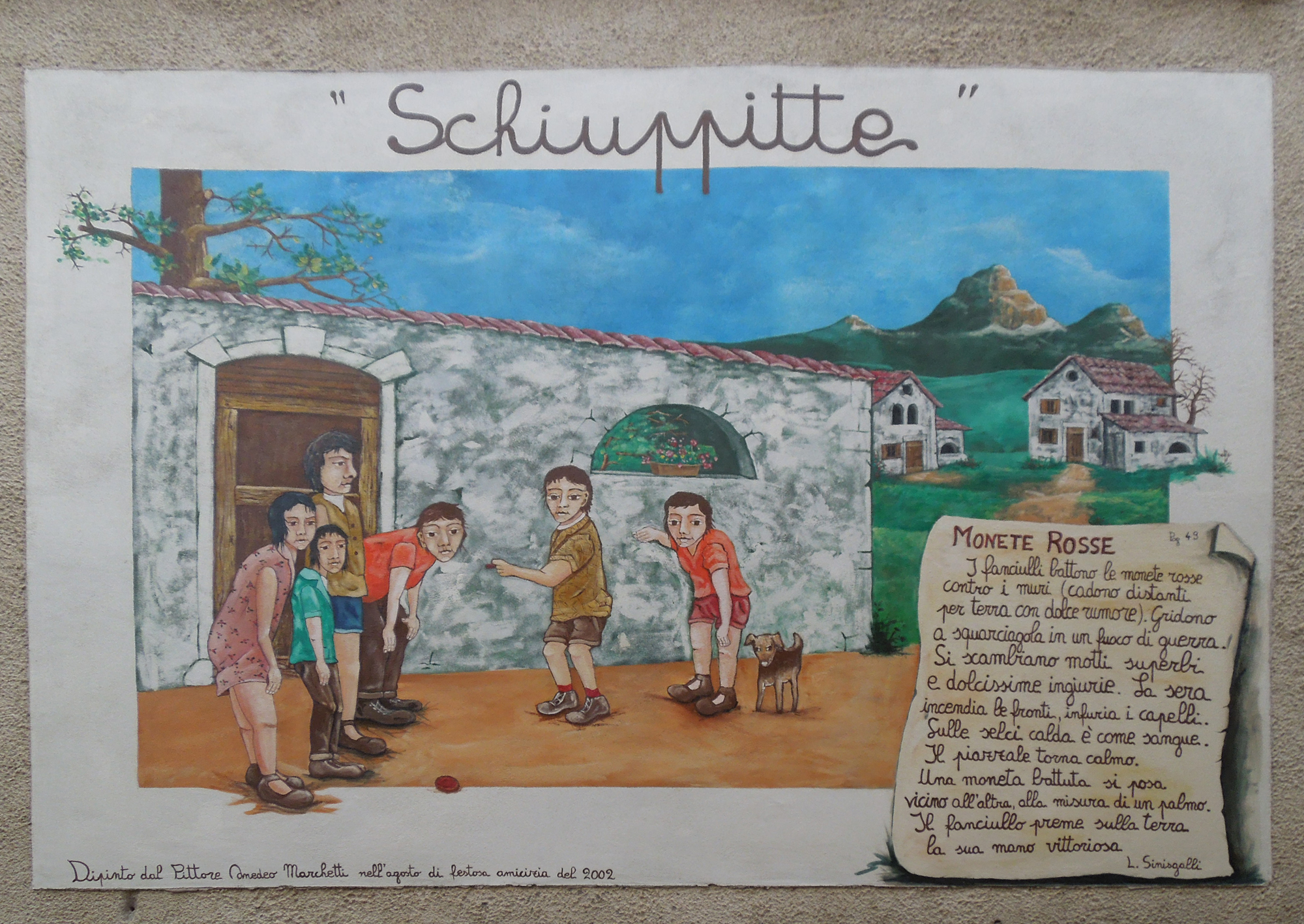
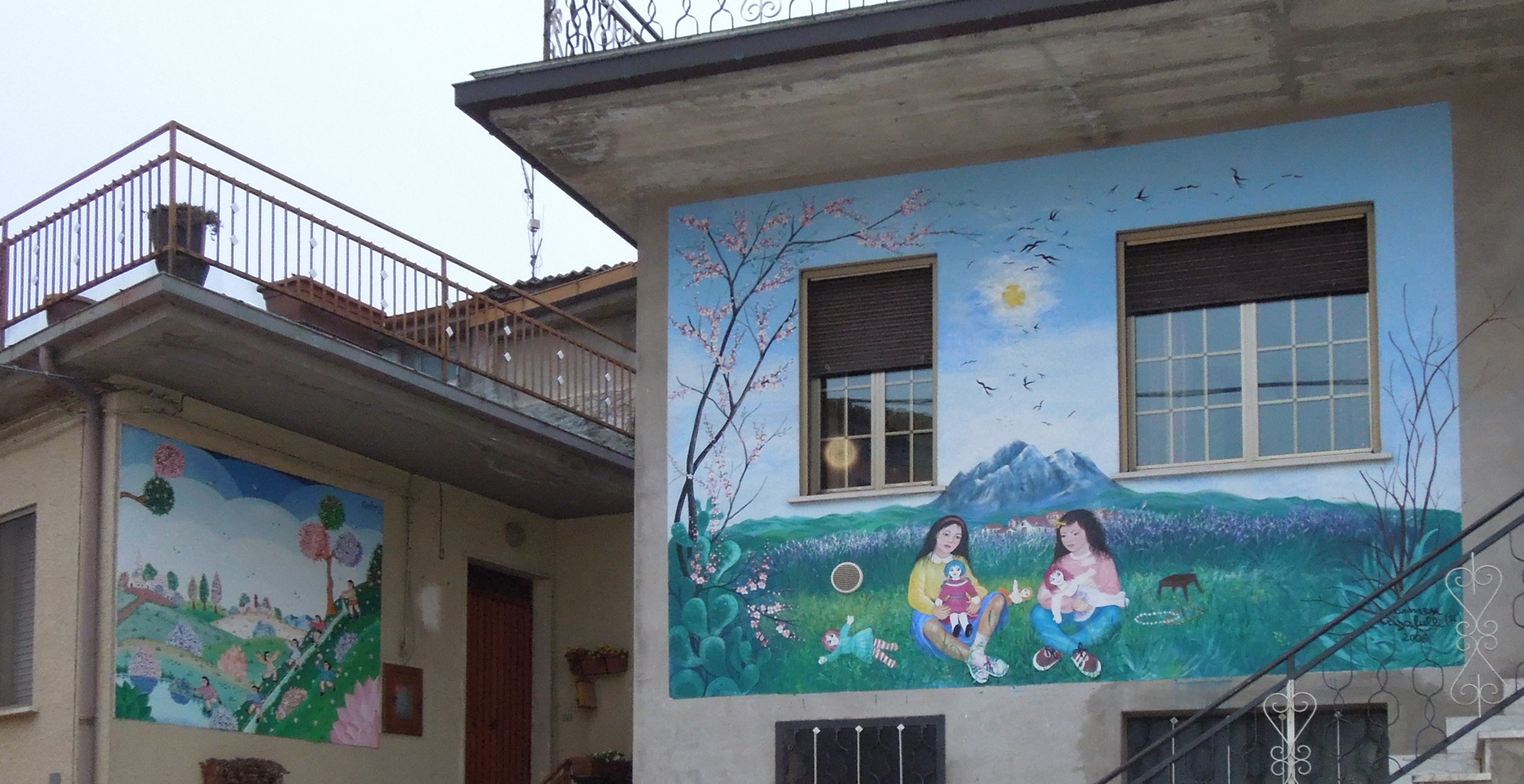
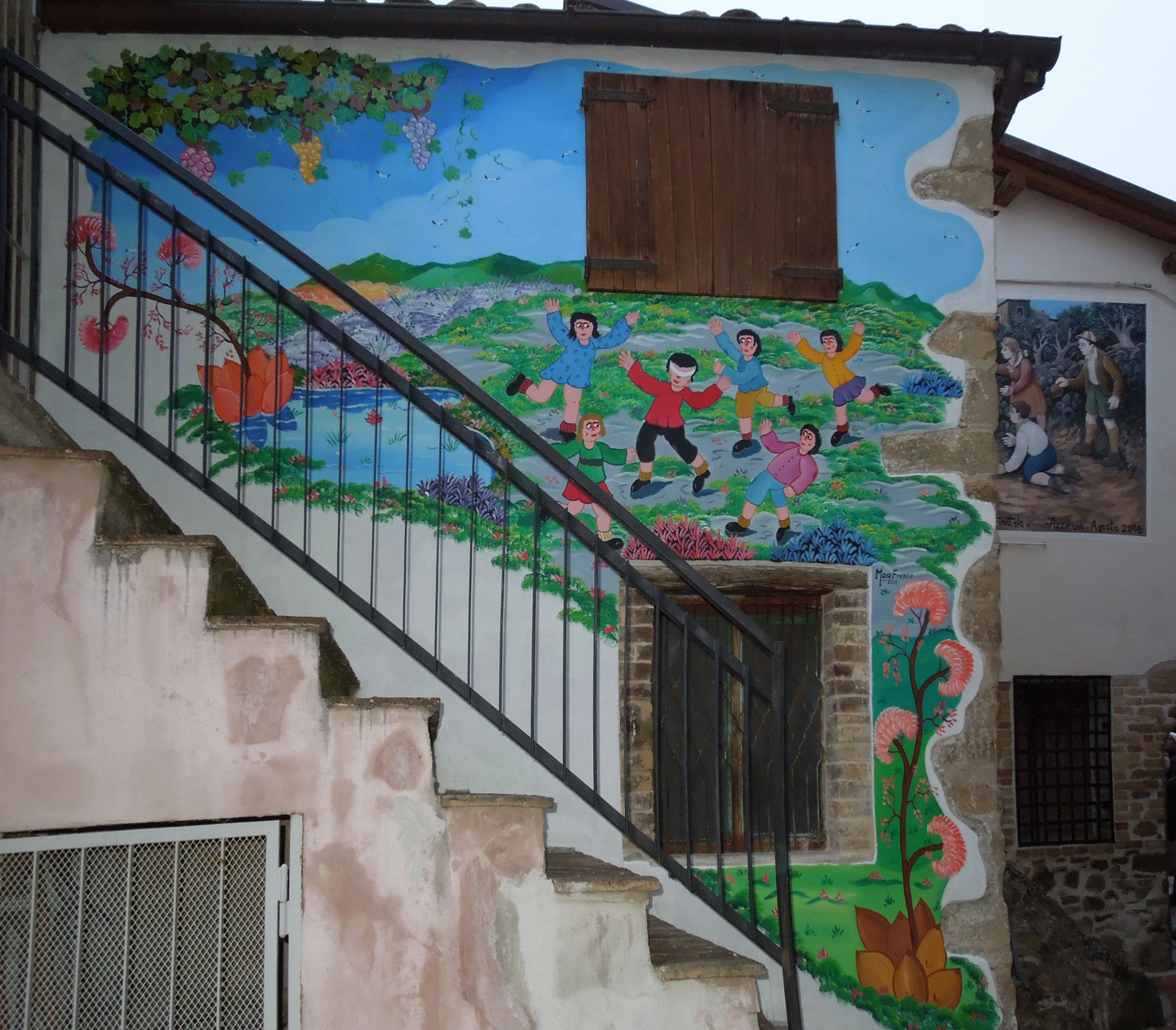

## Infrastrutture e trasporti

### Strade
Il comune è servito da uno svincolo dell'autostrada A24 che si torva a pochi km dal nucleo urbano, inoltre è attraversato dalla ex Strada statale 491 di Isola del Gran Sasso, sul territorio comunale insistono altre strade provinciali di minore importanza.

## Amministrazione
| Periodo        | Periodo        | Primo cittadino  | Partito                                                    | Carica  | Note          |
| -------------- | -------------- | ---------------- | ---------------------------------------------------------- | ------- | ------------- |
| 10 giugno 2024 | In carica      | Franco Tarquini  | Lista civica                                               | Sindaco | [ 39 ] [ 40 ] |
| 14 giugno 2004 | 7 giugno 2009  | Silvana Marano   | Lista civica di centro-sinistra Progresso democratico      | Sindaco | [ 41 ]        |
| 8 giugno 2009  | 26 maggio 2019 | Franco Tarquini  | Lista civica di centro-sinistra Progresso democratico - PD | Sindaco | [ 42 ] [ 43 ] |
| 27 maggio 2019 | 2024           | Emanuela Rispoli | Lista civica di centro-sinistra Progresso democratico      | Sindaco |               |

## Sport

### Calcio
La principale squadra di calcio della città è F.C. Tossicia 21 che milita in Seconda Categoria.